# Maine coon
Maine coon är en semilånghårig raskatt med amerikanskt ursprung.

## Historia
Maine coon anses vara den enda infödda kattrasen från Nordamerika. Man vet inte riktigt hur rasen uppkom men det finns många myter kring det. En av de vanligaste är från Maine och går ut på att katten uppstått genom parning mellan katt och tvättbjörn (raccoon på engelska, därav namnet). Detta trodde man på grund av storleken på katterna och deras stora, yviga svansar. En annan skröna är att den franska drottningen Marie-Antoinette hade dessa katter som husdjur under den franska revolutionen och valde att skicka dem i en båt till Amerika för att de skulle slippa undan revolutionen. Troligare är att katten uppkom genom naturliga korsningar mellan långhåriga katter som sjömän fört med sig till Maines hamnar och engelska katter som nybyggarna tog med sig på 1600-talet, skandinaviska eller ryska katter samt korthåriga amerikanska huskatter.
Maine coon är Nordamerikas enda inhemska långhåriga tamkattsras och den visades på utställning första gången 1878 i Boston. Under första halvan av 1900-talet minskade intresset för rasen för att sedan på nytt öka.
År 1986 registrerades den första Maine coonen inom SVERAK, men det dröjde till år 1989 innan den första Maine coon-kullen föddes i Sverige. Den har blivit en av de mest populära raserna i Sverige och det registreras drygt 1120 (år 2007) nya Maine coons i SVERAK varje år. Inom IDP Sverige registrerades över 200 Maine cooner 2007.
Under rasens tidiga år var det bara de brunagoutifärgade katterna som fick kallas Maine coon. Katter med andra färger och utteckningar kallades gemensamt för maine shag. Så gott som alla färger, inklusive färger med vitt, är tillåtna. Undantag är maskade mönster samt choklad, lila, kanel och fawn (rödbrun).

## Utseende
Maine coon är en robust och storväxt kattras. Katterna utvecklas långsamt och är inte färdigvuxna förrän i femårsåldern. Honorna brukar väga runt 4–6 kg och hanarna 6-8 kg. Katten utvecklades i det kalla klimatet i nordöstra USA där bara de starkaste och största jägarna kunde överleva. Den har medelstora ögon, stora öron och ser och hör sina byten bra. Maine coonens huvud är av mediumstorlek och ger ett fyrkantigt intryck och de stora öronen sitter högt placerade på huvudet. Kroppen är lång och muskulös, med bred bringa och kraftig benstomme. En stor yvig svans som når från svansrot till skulderbladen, så att katten kan svepa den runt sig under kyliga nätter. Tassarna är stora och runda, ofta med pälstofsar mellan tårna – så kallade "snöskor". Pälsen är halvlång (semilånghår) och silkeslen och den tovar sig sällan. Katterna bör ha krage (växlar mellan årstiderna), pälsen är längre under magen och runt bakbenen. På huvud, skuldror och framben är pälsen kortare. Även öronen är välpälsade, ofta med tofsar på spetsen.

## Temperament
Till sättet sägs Maine coonkatterna vara rätt hundlika; de vill alltid vara med överallt och se vad den övriga familjen har för sig. Det är ganska vanligt att de skaffar sig en favoritskötare som den tyr sig extra till. En Maine coon har ofta lätt att komma överens med andra djur, både hundar och andra katter. Temperamentet är överlag lätt och stabilt och de är framför allt snälla. Detta i kombination med dess storlek gör att de gör sig välförtjänta av smeknamnet "The Gentle Giants". Ett särdrag hos Maine coonen är att den förutom det vanliga jamandet ofta använder sig av ett kvittrande "brrrp", vilket man ofta hör när de är busiga eller då de är ömhetstörstande och vill ha kontakt. En del Maine coonkatter har ofta en förkärlek till vatten och leker gärna med vattenskålen.